# Songs for Japan
Songs for Japan é um álbum de compilação por vários artistas para ajudar à reabilitação após o sismo e tsunami de Sendai de 2011. O valor das vendas mundiais reverteram a favor da organização Cruz Vermelha japonesa, cujos fundos serviram para aliviar esforços em curso para a recuperação das áreas mais atingidas pela catástrofe natural. O disco inclui trinta e oito faixas, canções contemporâneas e clássicas interpretas por bandas e cantores a solo. O seu lançamento digital ocorreu a 25 de Março através da loja legal iTunes Store. A versão física foi disponibilizada em Abril de 2011.

## Alinhamento de faixas
As faixas que incluíram a compilação foram reveladas pela Apple a 25 de Março de 2011.
| CD 1           |                                            |                       |         |  |
| N.º            | Título                                     | Artista(s)            | Duração |  |
| 1.             | "Imagine" (versão remasterizada)           | John Lennon           | 3:07    |  |
| 2.             | "Walk On" (edição de rádio)                | U2                    | 4:29    |  |
| 3.             | "Shelter from the Storm"                   | Bob Dylan             | 5:01    |  |
| 4.             | "Around the World" (versão ao vivo)        | Red Hot Chili Peppers | 3:58    |  |
| 5.             | "Born This Way" (Starsmith Remix)          | Lady Gaga             | 6:45    |  |
| 6.             | "Irreplaceable"                            | Beyoncé               | 3:48    |  |
| 7.             | "Talking to the Moon" (versão acústica)    | Bruno Mars            | 3:37    |  |
| 8.             | "Firework"                                 | Katy Perry            | 3:47    |  |
| 9.             | "Only Girl (In the World)"                 | Rihanna               | 3:55    |  |
| 10.            | "Like I Love You"                          | Justin Timberlake     | 4:43    |  |
| 11.            | "Miles Away" (versão ao vivo)              | Madonna               | 4:50    |  |
| 12.            | "When Love Takes Over" (com Kelly Rowland) | David Guetta          | 3:11    |  |
| 13.            | "Love the Way You Lie" (com Rihanna)       | Eminem                | 4:23    |  |
| 14.            | "Human Touch"                              | Bruce Springsteen     | 6:28    |  |
| 15.            | "Awake"                                    | Josh Groban           | 5:39    |  |
| 16.            | "Better Life"                              | Keith Urban           | 4:43    |  |
| 17.            | "One Tribe"                                | The Black Eyed Peas   | 4:40    |  |
| 18.            | "Sober"                                    | Pink                  | 4:11    |  |
| 19.            | "It's OK"                                  | Cee Lo Green          | 3:46    |  |
| Duração total: | Duração total:                             | Duração total:        | 80:61   |  |

| CD 2           |                                                                                         |                 |         |  |
| N.º            | Título                                                                                  | Artista(s)      | Duração |  |
| 1.             | "I Run to You" (versão remasterizada)                                                   | Lady Antebellum | 4:16    |  |
| 2.             | "What Do You Got?"                                                                      | Bon Jovi        | 3:47    |  |
| 3.             | "My Hero"                                                                               | Foo Fighters    | 4:19    |  |
| 4.             | "Man on the Moon" (versão ao vivo)                                                      | R.E.M.          | 6:01    |  |
| 5.             | "Save ME" (versão censurada)                                                            | Nicki Minaj     | 3:05    |  |
| 6.             | "By Your Side"                                                                          | Sade            | 4:34    |  |
| 7.             | "Hold On" (versão de rádio remisturada)                                                 | Michael Bublé   | 4:07    |  |
| 8.             | "Pray" (versão acústica)                                                                | Justin Bieber   | 3:34    |  |
| 9.             | "Make You Feel My Love"                                                                 | Adele           | 3:32    |  |
| 10.            | "If I Could Be Where You Are"                                                           | Enya            | 4:01    |  |
| 11.            | "Don't Let the Sun Go Down on Me"                                                       | Elton John      | 5:36    |  |
| 12.            | "Waiting on the World to Change"                                                        | John Mayer      | 3:21    |  |
| 13.            | "Teo Torriatte (Let Us Cling Together)"                                                 | Queen           | 5:55    |  |
| 14.            | "Use Somebody"                                                                          | Kings of Leon   | 4:50    |  |
| 15.            | "Fragile" (versão ao vivo em Berlim) (com Steven Mercurio e Orquestra Filarmônica Real) | Sting           | 4:50    |  |
| 16.            | "Better in Time"                                                                        | Leona Lewis     | 3:54    |  |
| 17.            | "One in a Million"                                                                      | Ne-Yo           | 4:03    |  |
| 18.            | "Whenever, Wherever"                                                                    | Shakira         | 3:16    |  |
| 19.            | "Sunrise"                                                                               | Norah Jones     | 3:20    |  |
| Duração total: | Duração total:                                                                          | Duração total:  | 76:01   |  |